# 明月千里 (作家)
明月千里（／ Akatsuki Senri）是日本輕小說作家。

## 經歷
- 2009年，《月見月理解的偵探殺人》於第1回GA文庫大獎中獲得獎勵賞。[1]
- 2013年，《最弱無敗神裝機龍》由GA文庫首次出版，於2016年改編為電視動畫。

## 作品
- 《月見月理解的偵探殺人》（軟銀創作《GA文庫》2009年12月－2011年6月，插畫：mebae）

- 《不眠魔王與克蘿諾的世界》（軟銀創作《GA文庫》2012年1月－連載中，插畫：閏月戈）

- 《妹妹攻略我的路線‧愛情喜劇理論》（軟銀創作《GA文庫》2013年2月－連載中，插畫：☆画野朗）

- 《最弱無敗神裝機龍》（軟銀創作《GA文庫》2013年8月－2020年8月，插畫：春日步）

- 《S級御曹司的異世界契約支配者生活《Rulers Life》》（軟銀創作《GA文庫》2016年8月－連載中，插畫：蔓木鋼音）

## 外部連結
- 明月千里的X（前Twitter）